# Maximiliano Caire
Maximiliano Caire (Villa Elisa, 12 luglio 1988) è un calciatore argentino, difensore del The Strongest.

## Caratteristiche tecniche
È un terzino destro.

## Carriera
È cresciuto nelle giovanili dell'Almagro.